# Середньоєгипетська мова
Середньоєгипетська мова — стадія єгипетської мови (XXII—XIV століття до н. е.), що розвинулася із староєгипетської близько 2100 до н. е. на початку Середнього царства. Після 1600 до н. е. у розмовній мови середньоєгипетська мова поступово змінилася новоєгипетською, але залишилася у вживанні в літературі як класична мова до кінця IV століття н. е.
Авторитетною граматикою мови є тритомна Egyptian Grammar Алана Гардинера, видана в 1957.

## Пам'ятники
Казки та оповідання є, ймовірно, найменш представленим жанром із збереженої літератури Середнього царства та середньоєгипетської мови. Серед важливих оповідань можна назвати твори «Казка про двор царя Хеопса», «Оповідання про Неферкара і полководця Сисіна», «Повість про красномовного поселянина», «Сказання Синуху» і «Казка про потерпілого аварію корабля».
Особливим жанром, який не мав прецедентів раніше, був жанр пророцтв: «Промова Іпувера», «Пророцтво Неферті» та «Розмова розчарованого зі своїм Ба». У Новому царстві цей жанр канонізувався, нові твори не створювалися, але копіювалися.
У програму навчання переписувачів у Середньому царстві входили твори жанру «повчання»: «Повчання Птаххотепа», «Повчання Кагемні», «Повчання Мерікара», «Повчання Аменемхата», «Повчання Харджедефа», «Повчання вірнопідданого» та «Повчання Аменемхата». Повчальні тексти, що збереглися від Середнього царства, переважно написані на папірусах, хоча уривчасті їх варіанти є на остраконах і дощечках.